# زاگروشانه
زاگروشانه (به لهستانی:  Zagruszany) یک روستا در لهستان است که در گمینا زابوودوو واقع شده‌است.